# Muslim ibne Saíde Alquilabi
Muslim ibne Saíde Aslã ibne Zurá ibne Anre ibne Cuailide Açaique Alquilabi (Muslim ibn Sa'id ibn Aslam ibn Zur'ah ibn Amr ibn Khuaylid al-Sa'iq al-Kilabi), melhor conhecido apenas como Muslim ibne Saíde Alquilabi (em árabe: مسلم بن سعيد الكلابي), foi governador do Coração pelo Califado Omíada em 723-724. É mais conhecido por seus esforços para conciliar a população nativa da Transoxiana e pela grande derrota militar no "Dia da Sede" contra o Grão-Canato Turguexe.

## Vida
Muslim tinha uma ascendência distinta: seu avô Aslã serviu como governador do Coração em 671-675, e seu pai Saíde era partidário do poderoso governador do Iraque, Alhajaje ibne Iúçufe, que recompensou sua lealdade nomeando-o governador de Macrão. Quando seu pai foi morto durante seu governo, Muslim foi criado como filho adotivo por Alhajaje, ao lado de seus próprios filhos. Seu primeiro posto oficial foi como subgovernador provincial do governador de Baçorá, Adi ibne Artate, e teria se saído bem. Durante a rebelião de Iázide ibne Almoalabe em 720, fugiu para a Síria levando consigo as receitas fiscais da província.
Muslim tornou-se companheiro do governador do Iraque, Omar ibne Hubaira, que em 722/723 o nomeou governador do Coração, substituindo Saíde ibne Anre Alharaxi. Assumiu o cargo num momento delicado, já que a agitação generalizada entre as populações nativas iranianas e turcas da recém-conquistada Transoxiana foi brutalmente reprimida por Alharaxi. Ao indicá-lo para o cargo, ibne Hubaira o aconselhou a buscar a conciliação com as populações nativas, e especialmente com os convertidos (mauali). Na verdade, Alquilabi nomeou oficiais que seriam aceitáveis para os locais, como Barã Sis, um zoroastrista que foi nomeado marzobã de Merve.
No ano seguinte, resolveu lançar uma expedição com o objetivo de capturar o vale de Fergana, que havia sido perdido durante os distúrbios dos anos anteriores. A campanha enfrentou dificuldades já em seus estágios iniciais, quando chegaram as notícias da ascensão de um novo califa, Hixame ibne Abedal Maleque, e da nomeação de um novo governador do Iraque, Calide Alcáceri. Isso trouxe à tona as rivalidades tribais de longa data dos árabes do Coração: as tropas iemenitas (árabes do sul) em Balque inicialmente se recusaram a se juntar à campanha, pois esperavam a retirada iminente de Alquilabi (que era de origem árabe do norte) pelo novo regime.[a] Somente depois que Nácer ibne Saiar liderou uma força de modaritas (árabes do norte) contra eles e os derrotou em Barucã, os iemenitas se juntaram ao exército de Alquilabi. A campanha acabou avançando quando Calide Alcáceri escreveu a Alquilabi, instando-o a prosseguir até que seu substituto, o irmão de Calide, Assade, chegasse ao Coração.
Alquilabi moveu seu exército até o vale de Jaxartes para Fergana e sitiou seu assentamento principal, mas as notícias da aproximação turguexe o forçou a recuar rapidamente para o sul. Depois de vários dias, com os turguexes em sua perseguição, o exército omíada encontrou seu caminho bloqueado pelos príncipes nativos que se aliaram aos turguexes. No chamado "Dia da Sede", os árabes foram forçados a romper as linhas inimigas para cruzar o Jaxartes e chegar a um local seguro, sofrendo pesadas baixas no processo. Alquilabi entregou a liderança do exército a Abederramão ibne Naim Algamidi, que liderou os remanescentes do exército de volta a Samarcanda. Este desastre levou ao colapso quase total do domínio muçulmano na Transoxiana nos anos seguintes. Alguns dos árabes coraçanes teriam açoitado Muslim após sua demissão, por seu papel em causar a batalha em Barucã, mas Algamidi intercedeu para fazê-los parar. Seu sucessor, Assade Alcáceri, o tratou bem e permitiu que ele retornasse ao Iraque.